# Kerstin Westphal
Kerstin Westphal (ur. 11 września 1962 w Hamburgu) – niemiecka polityk, nauczycielka, posłanka do Parlamentu Europejskiego VII i VIII kadencji.

## Życiorys
Kształciła się w zakresie pedagogiki społecznej w szkole zawodowej. Od 1991 do 2005 pracowała jako nauczycielka. Następnie została zatrudniona w fundacji zajmującej się wspieraniem dzieci, młodzieży i rodziny. W 1980 wstąpiła do Socjaldemokratycznej Partii Niemiec. W latach 1996–2006 zasiadała w radzie miasta Schweinfurt. W 2006 weszła w skład zarządu socjaldemokratów w Bawarii.
W wyborach w 2009 z listy SPD uzyskała mandat deputowanej do Parlamentu Europejskiego. Przystąpiła do grupy Postępowego Sojuszu Socjalistów i Demokratów, została też członkinią Komisji Rozwoju Regionalnego. W 2014 z powodzeniem ubiegała się o europarlamentarną reelekcję.